# 员峰铜狮
员峰铜狮，位于中国广东省中山市石岐员峰小学，该铜狮由意大利艺术家于1937年在法国铸造。1947年，员峰乡校落成，归侨黄连庄、华侨黄连栋等将其赠送给该校。1990年12月，列入中山市文物保护单位。